# 3-я программа Всесоюзного радио
3-я программа Всесоюзного радио — советская радиопрограмма, вещание по которой до 1991 года вело Всесоюзное радио, в 1991 году — Всесоюзная государственная телерадиовещательная компания. Существовала с 4 октября 1947 года, звучала на средних (873 кГц и 1116 кГц, по последней вместе с передачами для Москвы) и ультракоротких волнах.

## Передачи
- Воскресные музыкальные вечера (по III — для подготовленного слушателя; два раза в месяц; до двух часов; 19:30)
- Почтальон принёс письмо (III пр., еженедельно по пятницам, 60 мин., 14:00)
- 45-минутная вечерняя программа (в 10:00 пять раз в неделю)
- Полевая почта «Юности» (III пр., 17:00, «Маяк», 25 мин., 20:05)
- с 16 октября 1962[2][3] по 1991 годы включала в себя молодёжную программу «Юность»
- с 1987 года — программа «Молодёжный канал»
- с 2 января 1990 года — «Собеседник»[4], с 1 января 1991 года — 3-я программа Всесоюзного радио стала называться «Радио 2»[5]